# Werner Faymann
Werner Faymann (Wenen, 4 mei 1960) is een Oostenrijks politicus. Tussen december 2008 en mei 2016 was hij bondskanselier van Oostenrijk. In die hoedanigheid leidde hij twee kabinetten: het kabinet-Faymann I (2008–2013) en het kabinet-Faymann II (2013–2016). Faymann is lid van de sociaaldemocratische SPÖ, waarvan hij tussen 2008 en 2016 tevens partijleider was.

## Politieke loopbaan
Faymann was vanaf 11 januari 2007 minister van Verkeer in de regering van kanselier Alfred Gusenbauer, die in juli 2008 viel. In juni 2008 werd Faymann gekozen tot de nieuwe voorzitter van de SPÖ, waarna hij de lijsttrekker van deze partij was bij de parlementsverkiezingen in september 2008. Deze verkiezingen werden door Faymann gewonnen, ondanks licht verlies voor de SPÖ. Op 8 oktober 2008 begon Faymann met de formatie van een nieuwe regering, waarna in november een akkoord werd gesloten tussen de SPÖ en de christendemocratische ÖVP. Op 2 december 2008 werd Faymann beëdigd als de nieuwe bondskanselier van Oostenrijk. De continuering van de grote coalitie betekende dat kleine partijen, zoals de uiterst rechtse FPÖ en de Alliantie voor de Toekomst van Oostenrijk, van regeringsdeelname werden uitgesloten. Beide partijen waren bij de verkiezingen goed voor 28,2 procent van de stemmen. De installatie van de nieuwe regering vond plaats in het Hofburg in Wenen.
Bij de parlementsverkiezingen van september 2013 bleef de SPÖ, ondanks vijf zetels verlies, de grootste partij van Oostenrijk. Faymann vormde hierop zijn tweede kabinet, dat opnieuw een coalitie betrof met de ÖVP.
Op 9 mei 2016 legde Faymann zijn politieke functies als bondskanselier en partijvoorzitter vroegtijdig neer. Mede na de uitslag van de Oostenrijkse presidentsverkiezingen, waarbij de SPÖ-kandidaat door de kiezer werd afgeserveerd, voelde hij zich vanuit zijn partij te weinig gesteund. De SPÖ koos op donderdag 12 mei 2016 Christian Kern, toenmalig directeur van de ÖBB, als zijn opvolger.
Karl Renner · Michael Mayr · Johann Schober · Walter Breisky · Johann Schober · Ignaz Seipel · Rudolf Ramek · Ignaz Seipel · Ernst Streeruwitz · Johann Schober · Carl Vaugoin · Otto Ender · Karl Buresch · Engelbert Dollfuss · Kurt Schuschnigg · Arthur Seyss-Inquart · Karl Renner · Leopold Figl · Julius Raab · Alfons Gorbach · Josef Klaus · Bruno Kreisky · Fred Sinowatz · Franz Vranitzky · Viktor Klima · Wolfgang Schüssel · Alfred Gusenbauer · Werner Faymann · Christian Kern · Sebastian Kurz · Hartwig Löger · Brigitte Bierlein · Sebastian Kurz · Alexander Schallenberg · Karl Nehammer · Alexander Schallenberg · Christian Stocker